# Labanque

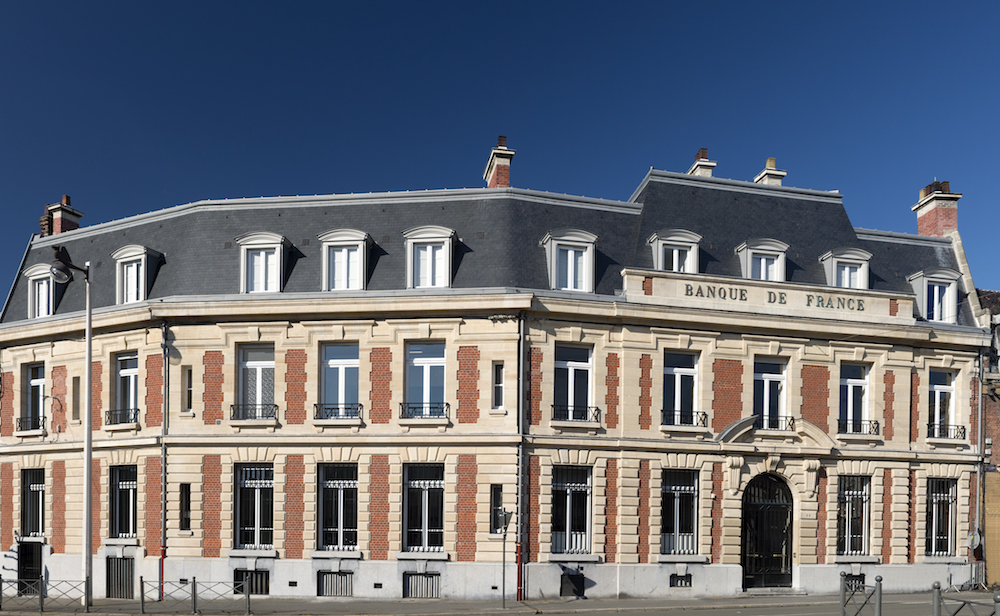
Vue extérieure de la façade de Labanque.

Labanque est un lieu public d'exposition et de diffusion de l'art contemporain français, situé à Béthune dans le Pas-de-Calais.

## Historique
Napoléon crée le 18 janvier 1800 l’institution de la Banque de France, et en 1910 une succursale est ouverte à Béthune. En effet, grâce au développement de l’industrie minière et l’essor économique qui en découle, le Gouverneur Général de la Banque de France à Paris décide de doter la région de Béthune d’une succursale capable de répondre aux besoins financiers et monétaires du territoire.
M. Defrasse, l’architecte en chef de la Banque de France trace les plans de la succursale de Béthune située sur la place de Lille, actuelle place Clemenceau où se situe toujours le bâtiment. En février 1912 à la fin des travaux, l’immeuble se compose de trois niveaux : le sous-sol (la salle des coffres, les archives, les serres de monnaie) , le rez-de-chaussée (hall du public, caisses, comptabilité,) le premier étage (le logement du directeur).
Après la Première Guerre mondiale, Béthune et ses alentours deviennent un centre économique important et l’ancienne Banque de France doit agrandir sa succursale. Les travaux s’échelonnent entre 1924 et 1927, menés par l’architecte M. Degez. Bénéficiant d’un contexte économique très favorable, la succursale se transforme alors en réel centre de pouvoir économique local, et son architecture intérieure comme extérieure doit pouvoir imposer le luxe et le respect.
Un niveau supplémentaire est aménagé au deuxième étage, ajoutant à l’appartement du directeur des chambres de bonnes, un séchoir, une buanderie, une salle de bains. La superficie totale du bâtiment une fois les travaux finis s’élève à 2120 m2. La façade est réalisée dans un style régionaliste, en briques rouges et pierre de taille, et ne change pas jusqu’à nos jours.
En 1984, une importante rénovation change une partie du mobilier d’époque, le plus visible étant le hall d’accueil comptoir en merisier massif disposé en fer à cheval, remplacé par un imposant comptoir en marbre encore présent aujourd’hui.
Dans le cadre d’une restructuration nationale, la Banque de France ferme de nombreuses succursales en France. Celle de Béthune ferme ses portes au public en juillet 2006. La ville de Béthune achète le bâtiment puis le revend à la Communauté d’Agglomération de Béthune-Bruay, Artois Lys Romane (anc. Artois Comm.). En 2007, le bâtiment communautaire devient le Lab-Labanque, centre de production et de diffusion des arts visuels. L’équipement ouvre en octobre 2007 et présente ses premières expositions d’art contemporain.
Avec le soutien de la Région des Hauts-de-France, du Conseil départemental du Pas-de-Calais et de la ville de Béthune, la Communauté d’agglomération engage la réhabilitation du bâtiment. Le chantier est confié au cabinet d’architecture Sintive (Lille). Les travaux se déroulent de 2012 à 2015. Ils permettent de remettre aux normes le site, de le rendre accessible, de créer de nouveaux espaces ou services (boutique, salle pédagogique, logement pour les artistes). Tous les éléments emblématiques de la Banque de France sont conservés et valorisés : la salle des coffres, les revêtements en marbre, les boiseries et les parquets, les lustres, le mobilier, etc. Ils sont désormais accessibles à tous.
Pendant les travaux, le Lab-Labanque a développé une programmation hors-les-murs.
Enfin, les 23 et 24 avril 2016, l’équipement rouvre ses portes sous le nom simplifié de « Labanque ».

## Description
Le bâtiment propose un espace d'exposition de 1 500 m2 aux artistes et aux visiteurs sur 4 étages. Labanque dispose également d'une boutique, d'une salle pédagogique, et d'un logement réservé aux artistes en résidence.
Le sous-sol de 718 m2 regroupe l'ancienne salle des coffres et la salle des archives, qui servent aujourd'hui de lieux d'exposition. Au premier et second étage, les appartements réaménagés accueillent également les expositions des artistes.
Les expositions s’attachent à présenter tous les mediums utilisés par les artistes : peinture, photographie, vidéo, installation, sculpture, dessin, etc.
Labanque est géré par la Communauté d'agglomération de Béthune-Bruay, Artois Lys Romane à qui le bâtiment a été transféré en 2008.

## Expositions
2007 : 
- Territoires de l'image – Le Fresnoy, 10 ans de création[2]

- Mathieu Pernot[3]

2008 : 
- Groupedunes, En périphérie du silence[4]
- Raphaëlle Paupert-Borne, Bitume[5]
- Didier Tisseyre, Transes(lucides)
- Jonathan Loppin, Je vous déteste tous[6]
- Sophie Dubosc, Adieu Berthe[7]

2009 : 
- Stéphane Thidet
- Bertille Bak[8]
- Cléa Coudsi & Eric Herbin[9]
- Amalgamix, La Bourse ou la vie[10]
- Jérémy Liron, Lyon-Béthune[11]

2010 : 
- Visual System, Spectral Issue[12]
- Sophie Hèlejules, Chambres d’échos
- Pascale Kaparis, Pièces sur l’amour[13]
- François Andes, Des neuf sortes de territoire
- Marie Ducaté, Les pieds dans le tapis
- Alain Fleischer, Valeurs sûres[14]

2011 : 
- Kristina Solomoukha, Béthune USA
- Jacques Loeuille, Roadside Attractions & Balade américaine en Flandres
- Joanie Lemercier (AntiVJ), Light Canvases
- L’appartement : une métaphore du monde[15]
- À ciel ouvert (hors-les-murs)
- Enrique Ramirez, Jusque-là… & Brises (hors-les-murs)
- Le Louvre revisité

2012 :
- Carlos Kusnir (hors-les-murs)
- Jean-Jacques Surian (hors-les-murs)
- Epidermiques : art et tatouage (hors-les-murs)[16]

2013 : 
- Jean-René Hissard, Peinture minée (hors-les-murs) [17]
- Rodolphe Huguet : MinHerói (hors-les-murs)[18]

2014 :
- Ligne de Front (hors-les-murs)[19]
- Olivier Coron, Maximine (hors-les-murs)

2015 :  
- Valérie Mrejen, L’année passée (hors-les-murs)[20]
- De boue et de larmes (hors-les-murs)[21]
- Vidéos en Artois (hors-les-murs)

2016 : 
- Mounir Fatmi, Profondeur de champ[22]
- Michaële-Andréa Schatt, Dépaysement[23]
- John Davies, Terrils d’Europe du Nord[24]

2017 : 
- Dépenses (commissariat Léa Bismuth)[25]
- Intermezzo, François Andes et Luiz Gustavo Carvalho
- Scénocosme, Empathies[26]
- Evidences singulières : Jean-Michel Meurice et ses amis[27]
- Aurore Pallet, Prendre les augures[28]
- Rossella Piccinno, Objets perdus[29]
- Intériorités (commissariat Léa Bismuth)[30]

2018 : 
- Intermezzo, Jean-Pierre Marszalek[31]
- Pierre Ardouvin, Retour d’Abyssinie[32]
- Rachel Labastie, De l’apparence des choses, chapitre IV – Des forces[33]
- Brian Griffin, Between Here and Nowhere (commissariat Valentine Umansky)[34]
- Vertiges (commissariat Léa Bismuth)[35],[36]

2019 : 
- Intermezzo, Louis-Laurent Leis[37]
- Les Trésors d’Hervé Di Rosa
- Guilia Andreani, Bacia la sposa/Brucia la strega[38]

2020 : 
- Layers (commissariat Iheanyi Onwuegbucha et Valentine Umansky)[39]
- Mary Evans, Sojourn/Séjour
- Abraham Oghobase, Silex, De face et de profil

2021 : 
- Nicolas Guiet, Déranger les murs[40]
- Groupuscule les Pas Perdus, Le directeur est fou